# 来振寺
来振寺（きぶりじ）は、岐阜県揖斐郡大野町稲富にある真言宗智山派の寺院である。山号は宝雲山。
本尊は十一面観世音菩薩（秘仏）。
西美濃三十三霊場第二札所。

## 沿革
伝承によれば、715年（霊亀元年）、法相宗新福寺として行基が開山したという。725年（神亀2年）、新福寺の背後にある“白山”（石灰岩で全体が白く見えた山。1968年から石灰採掘のため削られ、今は存在しない）に黄色の雪が降るという現象が発生し、寺名を黄降（きぶり）と称した。その後「来振」の字を当てるようになった。937年（承平7年）、新義真言宗に改宗する。
1530年（享禄3年）の洪水で被害を受け、1560年（永禄3年）には織田信長の焼き討ちにあい、伽藍は焼失する。
豊臣秀吉、徳川家康が朱印状を発行するなどの援助で復興し、大垣藩戸田氏の保護を受ける。

## 文化財

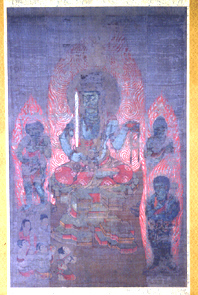
五大尊のうち不動明王

国宝
- 絹本著色五大尊像

不動明王・降三世明王・軍荼利明王・大威徳明王・烏蒭沙摩明王の5幅。降三世明王幅に寛治2年（1088年）、軍荼利明王幅に寛治4年（1090年）の銘がある。各幅の画面寸法は138×88センチ（大威徳明王のみ140×88センチ）。五大尊は密教修法の五壇法の本尊画像である。来振寺本は「智証大師将来様」と称される台密寺門（園城寺）系の図像で、東密系の五大尊の金剛夜叉明王に替えて烏蒭沙摩明王が加わる点が特色である。5幅のうち不動明王幅は画面の損傷が大きく、制作年代も他の4幅よりやや下るとみられる。台密系の五大尊像で5幅揃ったものとしては最古の作品である。また、現存する平安時代の仏画のうち、画絹に記された銘から制作年代が判明するものは本作のほかには金剛峯寺・仏涅槃図と持光寺・普賢延命像しかなく、基準作として貴重なものである。
2004年（平成16年）6月8日に国宝に指定された。奈良国立博物館に寄託。同寺大師堂に複写があり、正月、節分に公開される。
岐阜県指定重要文化財
- 如意輪観音図[4]
- 弘法大師御影図[5]
- 蓮台阿字[6]

大野町指定重要文化財
- 十一面観世音菩薩像（1711年（宝暦8年）寄進　秘仏）他多数[7]。

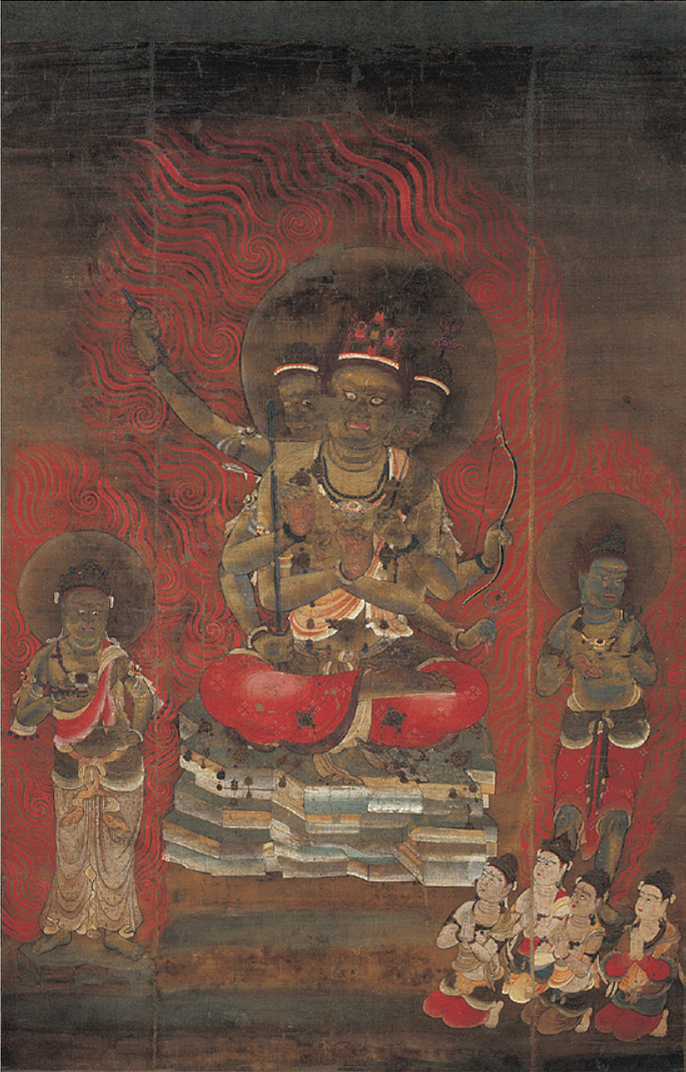
降三世明王
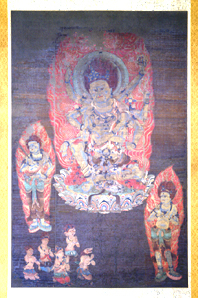
軍荼利明王
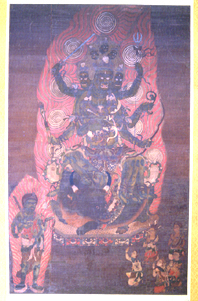
大威徳明王
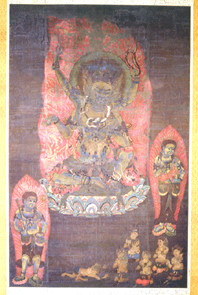
烏蒭沙摩明王

大野町指定有形民俗文化財
- 駕篭[7]

大野町指定無形民俗文化財
- 節分星まつり[7]

大野町指定天然記念物
- カヤ、イチョウ[7]

その他の文化財
- 大日如来像　　（円空作）

他、仏教画の文化財が多数ある。
- 降三世明王
- 軍荼利明王
- 大威徳明王
- 烏蒭沙摩明王

## 所在地
- 岐阜県揖斐郡大野町稲富398

## 交通アクセス
- 名阪近鉄バス岐阜バス、大野バスセンターより約5km。タクシー約10分。